# Tierproduktion
Als Tierproduktion (oder Viehwirtschaft) wird in der Landwirtschaft der Produktionsprozess bezeichnet, dem Nutztiere zum Zwecke der Nahrungsmittelproduktion mit mindestens einer Verarbeitungsstufe unterzogen werden.

## Allgemeines
Die Landwirtschaft als Sektor der Urproduktion befasst sich mit der Bodennutzung zum Zwecke der Tierhaltung und Pflanzenproduktion, die Forstwirtschaft nutzt den Wirtschaftswald zur Holzverarbeitung, die Fischerei nutzt die Gewässer beim Fischfang zwecks Fischverarbeitung. Auch Angeln und Jagd dienen der Tierproduktion.

## Formen
Die Viehwirtschaft kann nach verschiedenen Kriterien eingeteilt werden:

### Flächennutzungsgrad
- Extensive Tierhaltung (Sehr große Weideflächen mit geringem Viehbesatz / fast ausschließlich Naturweidewirtschaft, meist kein Zufüttern notwendig, wenig temporäre Stallhaltung / zumeiste mehrere Tierarten / vielfach traditionelle Nutzungsformen (Nomadismus oder Mobile Tierhaltung mit hohem Selbstversorgungsanteil), Ranching oder moderne ökologische Tierhaltung, bei denen die Erhaltung der Weiden im Vordergrund steht)
- Intensive Tierhaltung (Kleine Weideflächen mit dichtem Viehbesatz, etwa Grünlandwirtschaft / „Massentierhaltung“ in Stallungen mit hohem Technisierungsgrad, Futtermittel müssen zugekauft werden / oftmals nur eine Tierart / ausschließlich marktwirtschaftlich orientierte Nutzungsformen, bei denen Produktionssicherheit und Gewinnerwirtschaftung im Vordergrund stehen)[3]

### Weidewirtschaft
Art des Weidelandes
- Pastoralismus (Natürlich entstandene Weidegebiete wie Steppen oder Savannen)
- Grünlandwirtschaft (Durch Waldrodung oder andere anthropogene Einflüsse geschaffenes Weideland)

Art des Weideganges
- Stationäre Tierhaltung
- Fernweidewirtschaft

### Produktionsverfahren
Ziele der Tierproduktion sind vor allem die Erzeugung von Nahrungsmitteln (Fleisch-, Milch-, Eier-, Honig- und Fischproduktion), daneben aber auch die Gewinnung von Häuten zur Lederherstellung, Wolle (insbesondere von Schafen), Haaren (z. B. von Kamelen), Daunen und Federn sowie Rohstoffen für die chemische Industrie. Zu diesen Zwecken werden unter anderem Rinder, Schweine, Geflügel, Schafe und Kaninchen produziert.

## Globale Tierproduktion
| Rang | Land        | Produktion (in Tsd. t) | Anteil |
| ---- | ----------- | ---------------------- | ------ |
| 1    | China       | 70.464                 | 26 %   |
| 2    | USA         | 42.020                 | 16 %   |
| 3    | Brasilien   | 18.898                 | 7 %    |
| 4    | Deutschland | 7.412                  | 3 %    |
| 5    | Indien      | 6.508                  | 2 %    |
| 6    | Russland    | 5.755                  | 2 %    |
| 7    | Frankreich  | 5.664                  | 2 %    |
| 8    | Spanien     | 5.617                  | 2 %    |
| 9    | Mexiko      | 5.548                  | 2 %    |
| 10   | Argentinien | 4.439                  | 2 %    |

Im Jahr 2007 wurden 1.027.517.690 Tonnen tierische Erzeugnisse (ohne Eier und Fischereiprodukte) und 1.181.090.879.000 Vogeleier produziert. Von den tierischen Erzeugnissen waren 66 % Milch und 27 % Fleisch.

### Fleisch
Die wichtigsten Fleischproduzenten sind China, die USA und Brasilien. Seit 1961 ist die Produktion in China um 2600 % gestiegen, in Brasilien um knapp 900 %, in Indien um ca. 380 %. Die globale Fleischproduktion stieg um 377 %. 94 % des Fleisches kam 2007 von Schweinen, Geflügel, Rindern, Schafen und Ziegen.

### Milch
Indien und die USA sind die wichtigsten Produzenten, mit Anteilen am globalen Produktionsvolumen von 16 % bzw. 12 %. Die 2007 produzierte Milch stammte zu 83 % von Rindern und 13 % von Büffeln.

### Eier
China ist mit 40 % der mit Abstand größte Eierproduzent. 94 % der 2007 produzierten Vogeleier waren Hühnereier.

### Sonstige Produkte
Neben Fleisch, Milch und Eiern werden in der Viehhaltung Leder und Wolle gewonnen.

## Effizienz und Verteilungsgerechtigkeit
Tierprodukte tragen durchschnittlich 18 % der Nahrungsenergie und 37 % der Proteine zur menschlichen Ernährung bei.

### Effizienz der Fütterung
Da die gefütterte Nahrung nicht 1:1 in Nahrungsenergie und Proteine im Fleisch umgewandelt wird, ist es in den Agrarwissenschaften üblich, für die Energie- und Proteineffizienz der Fütterung Konversionsraten zu ermitteln:
| Produkt         | gesamtes Futter           | gesamtes Futter           | vom Menschen verwertbares Futter | vom Menschen verwertbares Futter |
| Produkt         | Energie- effizienz (in %) | Protein- effizienz (in %) | Energie- effizienz (in %)        | Protein- effizienz (in %)        |
| --------------- | ------------------------- | ------------------------- | -------------------------------- | -------------------------------- |
| Lammfleisch     | 2                         | 5                         |                                  |                                  |
| Rindfleisch     | 3                         | 6                         | 57                               | 109                              |
| Putenfleisch    | 9                         | 22                        |                                  |                                  |
| Hühnerfleisch   | 11                        | 23                        | 31                               | 75                               |
| Schweinefleisch | 14                        | 14                        | 58                               | 86                               |
| Milch           | 17                        | 25                        | 101                              | 181                              |
| Eier            | 18                        | 26                        |                                  |                                  |

Von einigen Wissenschaftlern wird die Verwendung von pflanzlichen Rohstoffen zum Erzeugen von Tierprodukten aufgrund der geringen Effizienz kritisiert. Man könne durch eine Umstellung der menschlichen Ernährung auf einen größeren Anteil nicht-tierischer Bestandteile Nahrungsmittel einsparen und so die weltweite Versorgung mit Nahrungsmitteln verbessern. Als Politikmaßnahme wird vorgeschlagen, tierische Produktionsverfahren entsprechend ihrer Konversionsraten zu besteuern.
Hierbei ist zu beachten, dass tierische und menschliche Ernährung nicht deckungsgleich sind. Monogastrier werden hauptsächlich mit Getreide gefüttert, das auch für den Menschen direkt verwertbar ist. 30 % des Monogastrierfutters in den USA bestehen dennoch aus Fischmehl, Knochenmehl und Nebenprodukten des Mahlens von Getreiden und der Fermentation, die nicht vom Menschen gegessen werden. Wiederkäuer besitzen hingegen die Fähigkeit, Energie aus für den Menschen nicht verwertbaren Pflanzenteilen wie Gras zu gewinnen. Etwa 50 % der Energie in Pflanzen wie Mais, Weizen und Reis kann vom Menschen nicht direkt aufgenommen werden, jedoch über die Tierfütterung verfügbar gemacht werden. Auch können verschiedenste Abfallprodukte, sogar Holzspäne und Zeitungspapier, an Wiederkäuer verfüttert werden.
Das Futter von Rindern, die zur Fleisch- oder Milchproduktion benutzt werden, besteht in den USA  zu etwa 75 % aus nicht für den Menschen verwertbarem Material, in Ländern mit geringer Verfügbarkeit von Getreide ist dieser Anteil höher. In den USA, wo in der Endphase der Mast erhöhte Mengen an Getreide zugefüttert werden, besteht die Ernährung eines sogenannten Fleischrinds zu etwa 80 % aus Raufutter.
Etwa 70 % der Getreideproduktion der Industrieländer und etwa ein Drittel der globalen Getreideproduktion wird an Nutztiere verfüttert, in erster Linie an Monogastrier. Die Energie-Konversionsrate dieser ist bei Monogastriern und in der Kuhmilchproduktion relativ hoch. Bei der Milchproduktion übersteigt die für den Menschen konsumierbare Energiemenge im Endprodukt die Menge, die in der Fütterung in Form von für den Menschen konsumierbaren Menge eingesetzt wird, da Kühe mit erheblichen Mengen an nicht für den Menschen konsumierbarem Futter gefüttert werden. Die Eiweißkonversionsraten für vom Menschen konsumierbare Futtermittel sind sehr hoch, insbesondere für Kuhmilch und Rindfleisch, da das meiste Eiweiß aus für den Menschen nicht konsumierbarem Futter stammt. Die Fütterung von Getreide an Fleischrinder ist eine relativ junge Praxis in Industrieländern, die mit den seit den 1950er Jahren sinkenden Getreidepreisen zunahm. Die Fütterung ist stark von den Getreidepreisen abhängig und repräsentiert damit einen Puffer gegen Knappheiten auf den Nahrungsmittelmärkten.
Bei der Betrachtung der hier dargestellten Konversionsraten ist zu beachten, dass sie aus nordamerikanischen Daten stammen. In Industrieländern werden im Durchschnitt mehr für den Menschen verwertbare Futtermittel gefüttert als in Entwicklungsländern. In Entwicklungsländern liegen die Konversionsraten für die Gesamtfuttermenge daher unter denen von Industrieländern, während die Konversionsraten für die vom Menschen verwertbare Futtermenge höher liegen als in Industrieländern.
Eine weitere relevante und in der Betrachtung der Konversionsraten oft übersehene Tatsache ist der höhere Flächenertrag des wichtigsten Futtermittelgetreides Mais im Vergleich zu den wichtigsten Nahrungsmittelgetreiden Reis und Weizen. In den meisten Regionen ziehen Menschen Reis und Weizen Mais vor. Die meisten Maisanbauflächen sind nicht für den Reisanbau geeignet. Daher würde ein Umschwenken von Futtermittelgetreide zu Nahrungsmittelgetreide zu einem Umschwenken von Mais zu Weizen führen. Dieses Umschwenken allein in den Vereinigten Staaten würde aufgrund des geringeren Flächenertrags eine Reduktion der globalen Getreideproduktion um 50 Millionen Tonnen bewirken.

### Energiebezogener Vergleich
Der höhere Ressourcenverbrauch tierischer Nahrung wird deutlich, wenn man vergleicht, wie viel pflanzliche Primärenergie nötig ist, um tierische Sekundärenergie zu produzieren. Bezogen auf die durchschnittliche Ernährung pro Einwohner ergibt sich im Ländervergleich folgendes Bild:
| Land | kcal (gesamt) | Primär-kcal (pflanzlich) | Sekundär-kcal (tierisch) | Primär-kcal (pflanzlich)** | Primär-kcal (gesamt)*** |
| --- | ------------- | ------------------------ | ------------------------ | -------------------------- | ----------------------- |
| USA | 3800          | 2000                     | 1800                     | 12600                      | 14600                   |
| Deutschland | 3500          | 2000                     | 1500                     | 10500                      | 12500                   |
| Kenia | 2600          | 2000                     | 600                      | 4200                       | 6200                    |
| Indien | 2300          | 2000                     | 300                      | 2100                       | 4100                    |
| * Nahrungsenergie gemessen in (kcal) ** Sekundär-kcal (tierisch) x Veredelungsverlustfaktor 7 = Primär-kcal (pflanzlich) *** Summe aus den zwei Angaben für Primär-kcal (pflanzlich) |               |                          |                          |                            |                         |

Beispielsweise sind von den in Deutschland aufgenommenen 3.500 kcal stammen 1500 kcal aus tierischen Lebensmitteln. Zur Produktion letzterer sind wiederum 10.500 kcal in Form von Tiernahrung nötig.
Aus diesen Berechnungen folgt aber nicht, dass Tierhaltung grundsätzlich ineffizient ist, insofern für Menschen unverwertbare Nahrung (Gras, Heu, Laub, Wildpflanzen) sowie Abfälle aus der Landwirtschaft in der Tierhaltung sinnvoll eingesetzt werden kann. Eine solche Art der Ressourcenverwertung könnte ausreichen, um für alle Menschen bis zu zwei maßvolle Fleischmahlzeiten pro Woche zur Verfügung zu stellen.

### Globale Ernährungssituation
Würde dagegen die gesamte Weltbevölkerung eine Ernährungsweise praktizieren, wie sie in Deutschland üblich ist, müsste die gesamte bewohnbare Fläche der Erde (104 Mio. km2), inklusive Wälder, Buschland, Siedlungen als Agrarfläche genutzt werden. Die westlichen Lebens- und Ernährungsgewohnheiten können daher nicht als Vorbild für alle Menschen dienen.
Es bestehen Zweifel, ob eine regional begrenzte Reduktion der Tierproduktion die globale Ernährungssituation deutlich verbessern würde. 1998 wurde dazu am IFPRI eine Reduktion des Fleischkonsums in Industrieländern im Jahr 2020 auf die Hälfte des Niveaus von 1993 simuliert. Den Ergebnissen zufolge würde ein Nachfragerückgang zunächst die Preise von Tierprodukten sinken lassen, was in Entwicklungsländern bei Tierprodukten eine Konsumsteigerung von etwa 15 % zur Folge hätte, verglichen mit 1,5 % bei Getreideprodukten. In der Folge sei der Beitrag eines Verzichts auf Tierprodukte zur Ernährungssicherung gering. Weitaus bedeutender seien Effizienzsteigerungen der Landwirtschaft und Wirtschaftswachstum in Entwicklungsländern.

### Subventionen
In der EU erhalten Betriebe der Tierproduktion etwa 1.200 mal so viel Subventionen als Produzenten pflanzlicher Alternativen. In den USA sind es 800 mal so viel.

## Wasserverbrauch
|                 | Hoekstra & Hung (2003) | Chapagain & Hoekstra (2003) | Zimmer & Renault (2003) | Oki et al. (2003) | Durchschnitt |
| --------------- | ---------------------- | --------------------------- | ----------------------- | ----------------- | ------------ |
| Rindfleisch     |                        | 15977                       | 13500                   | 20700             | 16726        |
| Schweinefleisch |                        | 5906                        | 4600                    | 5900              | 5469         |
| Käse            |                        | 5288                        |                         |                   | 5288         |
| Hühnerfleisch   |                        | 2828                        | 4100                    | 4500              | 3809         |
| Eier            |                        | 4657                        | 2700                    | 3200              | 3519         |
| Reis            | 2656                   |                             | 1400                    | 3600              | 2552         |
| Sojabohnen      | 2300                   |                             | 2750                    | 2500              | 2517         |
| Weizen          | 1150                   |                             | 1160                    | 2000              | 1437         |
| Mais            | 450                    |                             | 710                     | 1900              | 1020         |
| Milch           |                        | 865                         | 790                     | 560               | 738          |
| Kartoffeln      | 160                    |                             | 105                     |                   | 133          |

Eine Studie aus dem Jahr 2003 ermittelte, dass die durchschnittliche US-amerikanische Ernährung bei gleichem Kalorienkonsum mehr Wasserressourcen als eine ovo-lakto-vegetarische verbraucht. Nach Schätzungen von vier Autorenteams aus dem Jahr 2003, ist die Produktion verschiedener Fleischsorten, von Käse und unter Umständen auch Eiern mit einem höheren Wasserverbrauch pro Ertragseinheit verbunden als die Produktion von Reis, Sojabohnen, Weizen, Mais und Kartoffeln (siehe Tabelle). Einer Studie der Loma-Linda-Universität aus dem Jahr 2009 zufolge, hat in Kalifornien die Einbeziehung von Rindfleisch in die Ernährung den größten Einfluss auf die Wasserverbrauchseffizienz.
Einer Berechnung des WWF Deutschland aus dem Jahr 2021 zufolge, weist die derzeitige Mischkost-Ernährungsweise im Vergleich zur flexitarischen, vegetarischen und veganen Ernährungsweise den geringsten Wasserverbrauch auf. Für die derzeitige Ernährung ermittelte der WWF einen Wasserverbrauch von 29 m³ pro Person und Jahr. Würde den Empfehlungen der EAT-Lancet-Kommission mit ihren größeren Anteilen pflanzlicher Lebensmittel gefolgt werden, verbrauchte in Deutschland – unter der Prämisse gleicher Handelsströme wie für die gegenwärtige Ernährung – jede Person im Jahr 39 m³ Wasser für eine flexitarische, 39 m³ für eine vegetarische und 45 m³ für eine vegane Ernährungsweise.

## Treibhausgase

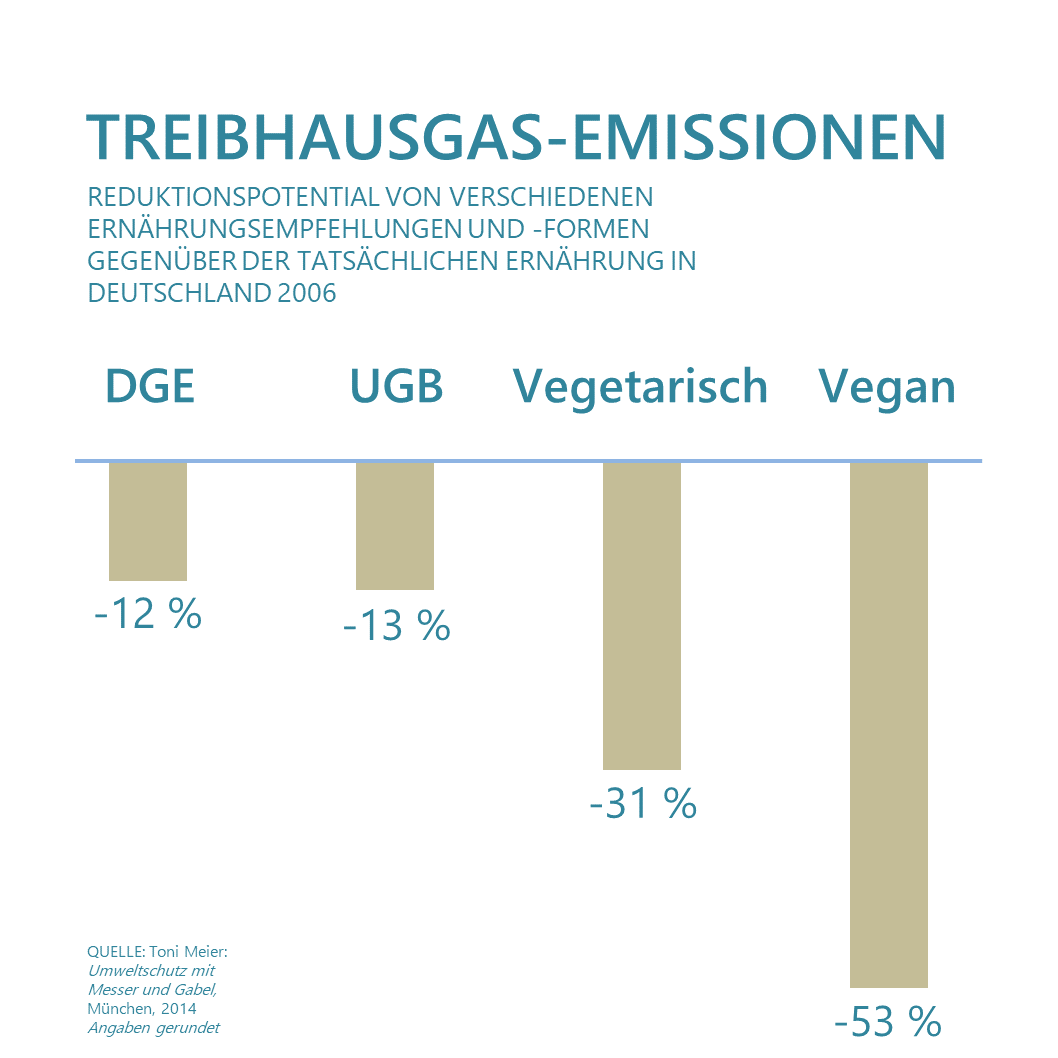
Vergleich des CO_{2}-Einsparungspotentials für verschiedene Ernährungsformen, welche den Konsum von Tierprodukten reduzieren. DGE (Deutsche Gesellschaft für Ernährung), UGB (Unabhängige Gesundheitsberatung), vegetarisch und vegan.

Die Viehhaltung emittiert wesentlich mehr Treibhausgase als die Pflanzenproduktion. Der weitaus größte Anteil an den Treibhausgasemissionen innerhalb der Viehhaltung besteht aus Lachgas und Methan und ist auf die Verdauung der Tiere (Mist und Pansengärung) zurückzuführen; Futtermittelproduktion und Kraftstoffverbrauch sind relativ unbedeutend.
Im Jahr 2012 waren in Deutschland etwa zwei Drittel der ernährungsbedingten Treibhausgasemissionen auf tierische Lebensmittel zurückzuführen.
Einer Simulation zufolge würde der Kapitalwert der Vermeidungskosten von Treibhausgasemissionen im Zeitraum 2000–2050 unter Annahme eines kompletten globalen Fleischverzichts massiv reduziert. Würde der globale Fleischkonsum ab 2015 innerhalb von 40 Jahren auf weniger als ein Drittel reduziert, würden einer weiteren Studie zufolge die Lachgas- und Methanemissionen der Landwirtschaft unter das Niveau von 1995 sinken.
Eine Studie der FAO aus dem Jahre 2006 kam zu dem Schluss, die Viehhaltung trüge mit 18 % der globalen anthropogenen Treibhausgasemissionen mehr zur globalen Erwärmung bei als der gesamte Verkehrssektor. Die Viehhaltung sei gleichzeitig für knapp 80 % der Emissionen aus der Landwirtschaft verantwortlich.
2009 kritisierte Frank M. Mitloehner die FAO-Studie. Mitloehner selbst wurde später Vorsitzender einer neuen Partnerschaft zwischen FAO und der Milch- und Fleischindustrie. Zusammen mit dem International Meat Secretariat und der International Dairy Federation sollte die Umweltperformance der Tierproduktion verbessert werden. Sein Wechsel in die neue Position brachte Mitloehner Kritik ein. 2022 deckte die New York Times auf, dass Mitloehner‘s Arbeit zum Großen Teil von Futtermittel- und Fleischkonzernen bezahlt wurde. Zwischen 2002 und 2021 erhielt Mitloehner und sein Forschungszentrum 12,5 Millionen Dollar von der Tierindustrie. 2019 lancierten sie eine Kampagne um die Planetary Health Diet zu diskreditieren. Auf Social Media leiteten sie die Kampagne #yes2meat.
Insgesamt betrachtet ist das Potential von produktionstechnischen Maßnahmen für die Emissionsreduktion geringer als das der Ernährungsumstellung.
2013 aktualisierte die FAO ihre Studie anhand neuer Datenbestände. Die Treibhausgas-Emissionen der Tierproduktion verursachten laut UNO 14,5 % der weltweiten Emissionen.

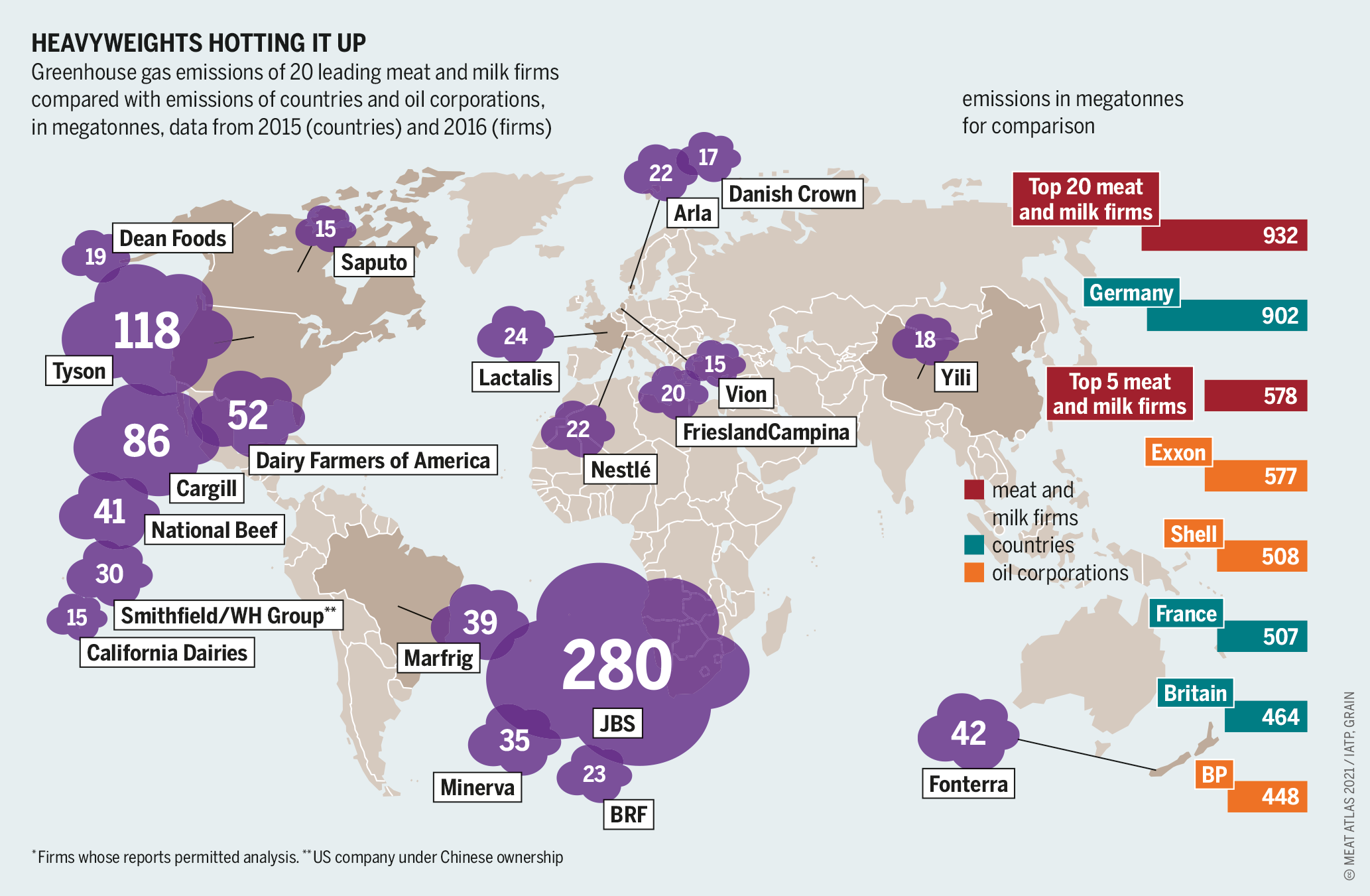
Treibhausgas-Emissionen der größten Fleisch- und Milchproduzenten. Die Gesamtemissionen der 20 größten Produzenten übersteigen die der Bundesrepublik Deutschland.

Eine Studie aus dem Jahr 2021 untersuchte die Umweltanstrengungen der 35 größten Tierproduzenten. Nur 4 der Produzenten planten 2050 Klimaneutralität zu erreichen. Die größten Fleisch- und Milchproduzenten der USA gaben außerdem hohe Summen aus, um den Zusammenhang der Tierproduktion mit dem Klimawandel herunterzuspielen und klimapolitische Maßnahmen für ihre Branche zu verhindern.
Für Deutschland konnte eine Studie aus dem Jahr 2014 feststellen, dass eine fleischlose Ernährung 31 % und eine vegane Ernährung (gänzlich ohne Tierprodukte) 53 % einspart, verglichen zur Durchschnittsernährung 2006. Für Österreich berechnete eine Studie aus dem Jahr 2020 bei fleischloser Ernährung 47 % CO2-Einsparungen, bei veganer 70 %, verglichen mit der Durchschnittsernährung.

## Flächenverbrauch

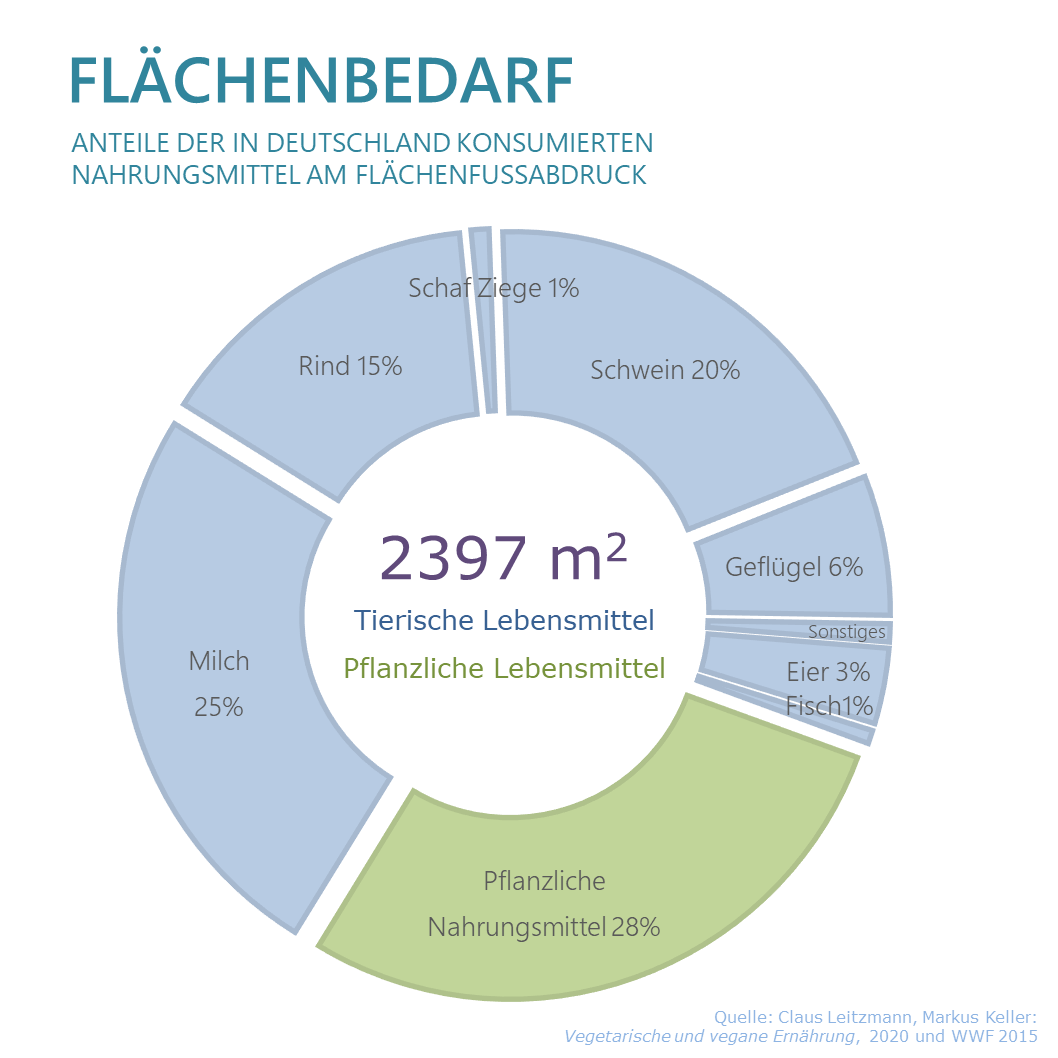
Flächenverbrauch der pflanzlichen (grün) und tierischen (blau) Nahrungsmittel für den deutschen Durchschnittsverbraucher (2020).

Etwa ein Drittel der Landfläche des Planeten wird heute für die Produktion von Tierprodukten verwendet (Polkappen nicht inbegriffen), was etwa 70–80 % der landwirtschaftlich genutzten Fläche entspricht.
Nur etwa 11 % der globalen Landfläche sind jedoch für die Produktion von Pflanzen, die direkt für die menschliche Ernährung bestimmt sind, verwendbar. Große Teile der Erdoberfläche können allenfalls als Weiden genutzt werden.
Dem wird entgegnet, dass sich Weideland in bergigen Regionen durchaus für den Anbau menschlicher Nahrung nutzen ließe. Die Böden könnten für den Anbau von Beeren, Obst und anderen mehrjährigen Pflanzen genutzt werden. In anderen Regionen der Welt dienen solche Böden für den Anbau von Kaffee, Tee, Kakao und vielerlei Gewürzen. Zudem kann die Weltbevölkerung rein rechnerisch schon jetzt ohne die Nutzung von Weideland ernährt werden, wenn nicht ein Drittel der globalen Ackerfläche für die Erzeugung von Tierfutter genutzt würde.
Eine von Poore und Nemecek (2018) in der Fachzeitschrift Science veröffentlichte Studie untersuchte die variierenden Umweltwirkungen der Produktion von 40 ausgewählten Lebensmitteln in verschiedenen Produktionssystemen.
Nach der Modellrechnung der Autoren ermöglicht die Streichung tierischer Erzeugnisse von heutigen Speiseplänen eine Verringerung der Flächennutzung um 3,1 Milliarden Hektar.
Das entspräche in etwa der gemeinsamen Fläche von Australien, China, der Europäischen Union und der Vereinigten Staaten. In der Modellrechnung konnte die Herstellung tierischer Erzeugnisse bis zu 83 % der weltweiten Ackerfläche beanspruchen und bis zu 57 % der unterschiedlichen Ausstöße von Lebensmitteln verursachen, wobei sie nur 18 % der Nahrungsenergie und 37 % der Proteine zur menschlichen Ernährung beisteuerte.
Für Deutschland konnte eine Studie aus dem Jahr 2014 feststellen, dass eine vegane Ernährung (gänzlich ohne Tierprodukte) 50 % Fläche einspart, verglichen zur Durchschnittsernährung 2006. Für Österreich berechnete eine Studie aus dem Jahr 2020 bei fleischloser Ernährung 41 % Einsparungen, bei veganer 65 %, verglichen mit der Durchschnittsernährung.

## Biodiversitätsverlust
Reduktionen der Biodiversität ergeben sich bisher insbesondere aus durch Tierproduktion hervorgerufene Fragmentierung des Waldes, Desertifikation (Fortschreiten der Wüsten), invasive Pflanzenarten und Lebensraumverschmutzung. Bisher moderate Faktoren waren Toxizität, Überfischung, und die Verdrängung wilder Arten. Die durch Viehhaltung verursachten Biodiversitätsverluste durch Waldfragmentation, intensivierte Landnutzung, globale Erwärmung, Verdrängung wilder Arten, Erosion der Viehdiversität, Giftigkeit und Lebensraumverschmutzung werden laut Prognosen der Ernährungs- und Landwirtschaftsorganisation der Vereinten Nationen (FAO) in der Zukunft stark ansteigen.
Um das weltweite Artensterben und den Biodiversitätsverlust aufzuhalten, müssten sich laut der Denkfabrik Chatham House die globalen Ernährungsgewohnheiten einer stärker pflanzlichen Ernährungsweise annähern. Die Tierhaltung habe einen überproportionalen Einfluss auf die Biodiversität.
Laut UNEP ist eine substanzielle Verringerung der Folgen der Umweltschädigung nur mit einer weltweiten Umstellung der Ernährung möglich, weg von tierischen Produkten.

## Krankheitserreger
Die Tierproduktion bringt Krankheiten wie BSE, Maul- und Klauenseuche, Schweinepest und Geflügelpest mit sich.
Die WHO sieht in der Nachfrage nach Fleisch und anderen tierischen Proteinquellen ein Hauptrisiko für das Entstehen von Zoonosen, also Krankheiten, die vom Tier auf den Menschen übergehen. Somit stehe der Tierproduktkonsum in direktem Zusammenhang mit Pandemien.
Problematisch ist in diesem Zusammenhang außerdem, dass die pharmazeutische Industrie Grundstoffe ihrer Produkte maßgeblich aus der Tierproduktion bezieht, so etwa Gewebeextrakte aus Schlachtabfällen. In der Covid-19-Pandemie führte dies 2020 zu der paradoxen Situation, dass Massenschlachthöfe Infektionstreiber waren und zugleich Lieferanten wichtiger Therapeutika wie Heparin, die in der Folge zur Mangelware wurden. Medizinhistoriker Benjamin Prinz hat deshalb auf die Fragilität heutiger Gesundheitssysteme hingewiesen, die selbst an umweltzerstörerischen und krankheitsverursachenden Produktionsketten teilhaben.

## Luftverschmutzung
In den USA sterben jährlich etwa 15.900 Personen an durch Landwirtschaft verursachter Luftverschmutzung. 80 % dieser Todesfälle sind dabei der Tierproduktion anzulasten.
In China sterben rund 75.000 Menschen frühzeitig an der durch Tierproduktion hervorgerufenen Luftverschmutzung.

## Antibiotika-Einsatz
Allgemein gilt der Einsatz von Antibiotika in Tierhaltung und Tiermast als ethisch problematisch, da er mit gesundheitlichen Gefahren verknüpft ist, wenn resistente Keime auf den Menschen übergehen.

## Tierschutz und Tierrechte
In der Tierethik, einem Teilbereich der angewandten Ethik, stellt man sich die Frage, ob oder wie Nutzung von Tieren durch den Menschen gerechtfertigt werden kann. Diese Frage wird in der Tierethik unabhängig von den wirtschaftlichen und ökologischen Aspekten der Tierhaltung gestellt.
Da Tiere etwa für die Fleischwirtschaft als Ausgangsprodukt und damit als betriebswirtschaftlicher Rohstoff verwendet werden, befindet sich die Tierproduktion aufgrund der Empfindungsfähigkeit von Mensch und Tier in einem ständigen öffentlichen Spannungsfeld zwischen Ethik und Gewinnmaximierung. Soweit in der Fleischwirtschaft Missstände auftreten bzw. aufgedeckt werden (z. B. wirtschaftlich in Kauf genommene Tierquälerei), sind diese oftmals die Folge von Kosten-, Zeit- und Konkurrenzdruck (Stichwort Billigfleisch) bei zugleich unzureichendem ethischem  und moralischem Verantwortungsbewusstsein im Management. Während dies im Schlachtbereich für die Fleischindustrie unmittelbar gilt, sind die Marktbedingungen in der Fleischwirtschaft mitursächlich für den wirtschaftlichen Druck auf den Erzeugerbereich. Ein zunehmendes Verantwortungsbewusstsein auf Seiten der Verbraucher bei der Produktauswahl kann hier zur Verringerung von Missständen beitragen. Als Reaktion auf generelle Ablehnung von Fleischerzeugnissen durch eine wachsende Zahl von Verbrauchern haben Teile der Fleischindustrie Produkte aus Fleischersatz oder In-vitro-Fleisch als zusätzliches oder sogar alternatives Marktsegment für sich entdeckt.